# Medina (Hongarije)
Medina is een klein dorpje in Tolna, Hongarije.
Er is een NAVO-basis gevestigd. Het dorpje telt ongeveer 850 inwoners.